# Vieitezia luzmurubeae
Vieitezia luzmurubeae is een snoerwormensoort. De wetenschappelijke naam van de soort is voor het eerst geldig gepubliceerd in 2010 door Junoy et al..